# Бухарська Народна Радянська Республіка
Бухарська Народна Радянська Республіка (БНРР) (рос. Бухарская Народная Советская Республика) — держава, що виникла після ліквідації Бухарського емірату 2 вересня 1920 року. 14 вересня 1920 року були остаточно сформовані Ревком і Рада назирів (комісарів), Бухарська Радянська Народна Республіка була проголошена 8 жовтня 1920 року.
Оскільки уряд Радянської Росії декількома декретами підтвердив незалежність Бухари, емір підтримував дружні стосунки з Радянською Росією і категорично відмовлявся підтримувати басмацтво, що розвернулося у Ферганській долині та інших частинах Туркестану.
Під час переговорів 30 березня 1920 в Бухарі, проведених офіційною радянською делегацією на чолі з Михайлом Фрунзе, емірові був пред'явлений ультиматум, згідно з яким він повинен був ввести російські гроші, сприяти розміщенню військ Червоної Армії на території Бухари і підтримувати в працездатному стані залізницю Каган — Термез через територію емірату, що розрізає комунікації Росії.
Після того, як емір відмовився виконати вимоги, була підготовлена військова операція і здійснена «революція», в ході якої війська Червоної Армії мали б захопити Бухару 2 вересня. Державу очолив 24-річний Файзулла Ходжа-огли (Ходжаєв Файзулла Убайдуллайович). Головою ЦВК став Усманходжа Пулатходжаєв.
Уряд БНСР володів досить обмеженою владою. Багато рішень диктувалися російськими представниками і Червоною Армією, яка в надзвичайних умовах вела боротьбу із армією еміра та басмацтвом, а у глибині країни панували басмачі. Серед уряду були великі розбіжності з приводу стосунків із Росією та басмацьким рухом — від вимог виведення російських військ з незалежної Бухари до необхідності вступити в революцію.
4 березня 1921 між Росією і БНСР був укладений союзний договір про дружбу і взаємодопомогу. У вересні 1921 була затверджена конституція БНСР.
У 1920—1923 на території БНСР виник активний опір (басмацтво), Червона Армія стала переслідувати Еміра, поступово затверджуючи Радянську Владу в Гісарі, Душанбе, Кулябі і Гармі. Емір під тиском Червоної Армії утік через Куляб до Афганістану. У 1921 було прийнято рішення про проведення земельної реформи і радикальних революційних перетворень. У 1921—1924 емірські і бекські землі були конфісковані.
У жовтні 1921 до Бухари прибув Енвер-паша, колишній військовий міністр Османської імперії, що отримав в Москві доручення і повноваження від уряду РСФРР для реформ в Бухарі. За короткий час Енвер-паша розчарувався в радянській владі, і висунув ідею єдиної тюркської середньоазійської мусульманської держави. Замість того, щоб схилити, як йому було доручено, басмачів на сторону Червоної Армії, він об'єднав розрізнені загони басмачів по всій країні в єдину армію і виступив проти Радянської Влади.
У 1921 цілий ряд вищих керівників Бухарської республіки перейшли на сторону басмачів — голова ЦВК Усманходжа. Пулатходжаєв, військовий міністр А. Аріфов, командувач першою бухарською армією М. Кулмухамедов та ін.
Весною 1922 армія Енвер-паші захопила значну частину території Бухарської Республіки і обложила Бухару.
У березні 1923 за рішенням 1-ї економічної конференції Туркестану сталося економічне об'єднання, Бухарської і Хорезмської республік Туркестану і утворений єдиний економічний центр — Середньоазійська економічна рада (САЕР).
5-й Загальнобухарський курултай Рад 19 вересня 1924 ухвалив рішення про перейменування БНСР в Бухарську Радянську Соціалістичну Республіку, яка в результаті національно-державного розмежування радянських республік Середньої Азії 27 жовтня 1924 була ліквідована; її територія увійшла до складу знов утворених Узбецької РСР, Туркменської РСР і Таджицької АРСР (з 1929 — Таджицької РСР).